# Blastospora smilacis
Blastospora smilacis är en svampart som beskrevs av Dietel 1908. Blastospora smilacis ingår i släktet Blastospora och familjen Mikronegeriaceae.   Inga underarter finns listade i Catalogue of Life.